# Stanisław Barącz
Stanisław Barącz herbu Odrowąż (ur. 10 listopada 1864 we Lwowie, zm. 18 lutego 1936 tamże) – poeta i tłumacz.

## Życiorys
Pochodził ze starej patrycjuszowskiej i zasłużonej dla Lwowa rodziny polskich Ormian. Jego braćmi byli Tadeusz (1849-1905, rzeźbiarz), Roman (1856-1930, profesor chirurgii Uniwersytetu Lwowskiego), Erazm (1859-1928, inżynier górnik, kolekcjoner) oraz Władysław (1865-1919, aktor i dyrektor Teatru Wielkiego we Lwowie). W wieku 6 lat wskutek ciężkiej choroby stracił wzrok. Uczył się w domu, a następnie był wolnym słuchaczem Wydziału Filozoficznego Uniwersytetu Lwowskiego. Związany z Kółkiem Literackim i Czytelnią Akademicką. Był jedną z bardziej znanych postaci młodego literackiego Lwowa. W każdą niedzielę w jego domu odbywały się spotkania, które stały się trwałym elementem kultury miasta. Należał do Związku Zawodowego Literatów Polskich.
Był żonaty, miał trzech synów.

## Twórczość
Wydał dwa tomiki poetyckie:
- Impresje (1902)[1]
- Poezje (1930)[2]

Przekładał dzieła: Charles’a Baudelaire’a, Richarda Dehmla, Goethego, Leconte’a de Lisle’a, Oscara Wilde’a, Paula Verlaine’a i Victora Hugo.